# Kloster Balmerino
Das Kloster Balmerino (englisch Balmerino Abbey) ist ein ehemaliges Zisterzienserkloster in der schottischen Ortschaft Balmerino. Es liegt rund acht Kilometer westlich von Newport-on-Tay gegenüber Dundee, auf der Südseite des Firth of Tay.

## Geschichte
Das Kloster wurde im Jahr 1229 von der Königswitwe Ermengarde de Beaumont und ihrem Sohn König Alexander II. von Schottland gestiftet. Ermengarde plante die Stiftung vermutlich seit 1225 mit der Absicht, sich einen Bestattungsplatz zu sichern. Das für Schottland sehr unübliche Patrozinium nach dem letzten angelsächsischen König Eduard dem Bekenner kann von der Königin als politische Botschaft gedacht sein, die auf eine Verständigung zwischen England und Schottland hinarbeitete. Sie wurde nach ihrem Tod 1233 vor dem Hochaltar bestattet. Als sich nach dem Tod der Stifterin das Verhältnis zwischen England und Schottland verschlechterte, verzichteten die Mönche wenig später auf das Patrozinium von Eduard dem Bekenner. Balmerino Abbey war eine Tochtergründung von Melrose Abbey, das wiederum ein Tochterkloster der Primarabtei Clairvaux war. 1547 wurde es von englischen Truppen niedergebrannt und nochmals 1559 von schottischen Protestanten. Um 1606 wurde es zur weltlichen Herrschaft für James Elphinstone, den ersten Lord Balmerino. Die Anlage gehört heute dem National Trust for Scotland.

## Bauten und Anlage

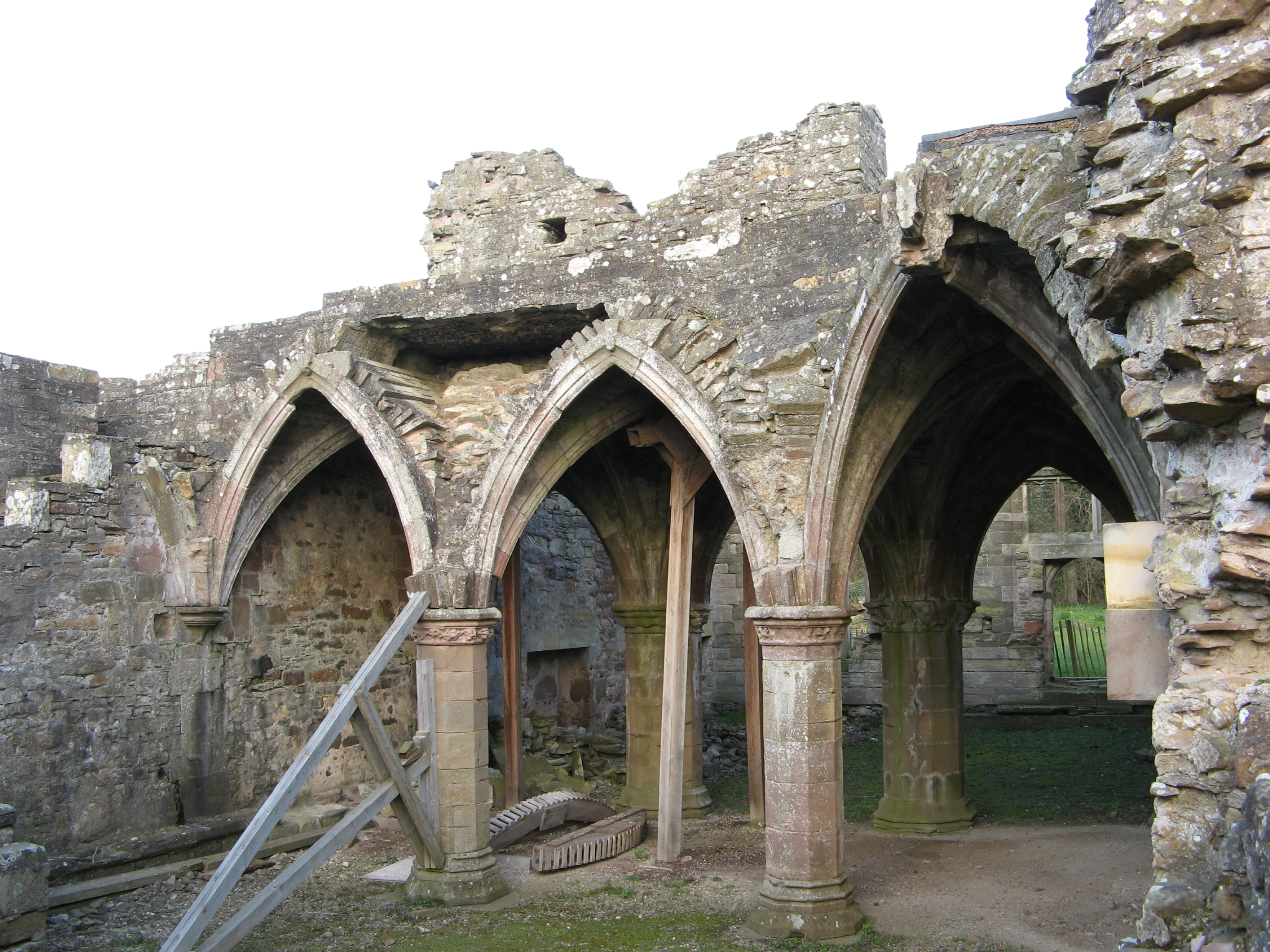
Der Kapitelsaal

Von der Anlage sind lediglich der Kapitelsaal, das Parlatorium und die Sakristei sowie Mauerteile des nördlichen Kirchenquerschiffs und der Nordwand des Langhauses oberirdisch sichtbar erhalten. Der vollständige Plan der Kirche wurde bei Ausgrabungen 1896 freigelegt. Weitere Ausgrabungen und Prospektionen auf dem Gelände der Abtei und deren Umfeld fanden zwischen 2006 und 2010 im Rahmen des Balmerino Abbey Special Survey Project statt.